# Karl Hertzog
Karl Hertzog (*  26. November 1875 in Görlitz; † 25. September 1960 in Gräfelfing) war ein deutscher Verwaltungsjurist. Er war Oberbürgermeister von Merseburg.

## Leben
Hertzog machte Ostern 1895 sein Abitur und studierte Rechtswissenschaft an der  Philipps-Universität Marburg, der Universität Leipzig und der Schlesischen Friedrich-Wilhelms-Universität. Er war Mitglied des Corps Hasso-Nassovia (1895) und des Corps Saxonia Leipzig (1896). Ab 1898 war er Gerichtsreferendar in Niesky, Görlitz und Breslau, ab März 1903 Gerichtsassessor in Gleiwitz, Schweidnitz und Görlitz. Danach wechselte er in den Kommunaldienst. Am 1. April 1904 wurde er besoldeter Stadtrat und Syndikus der Stadt Görlitz. 1914 wurde er der Stellvertretenden Intendantur der 5. Armee in Posen zugeteilt. 
Im März 1917 wurde er zum Ersten Bürgermeister, später zum Oberbürgermeister von Merseburg gewählt. Die Stadt entwickelte sich damals zu einem wichtigen Industriezentrum. Hertzog verhinderte im Herbst 1918 die Übernahme der Verwaltung durch den Arbeiter- und Soldatenrat. Trotzdem war er scharfen politischen Angriffen ausgesetzt. Er legte sein Amt schließlich nieder und verzichtete aus politischen Gründen auf eine Wiederwahl. In den folgenden Jahren war er als Rechtsanwalt in Merseburg tätig. 1953 übersiedelte er nach Gräfelfing. 